# Дорожко Віктор Валерійович

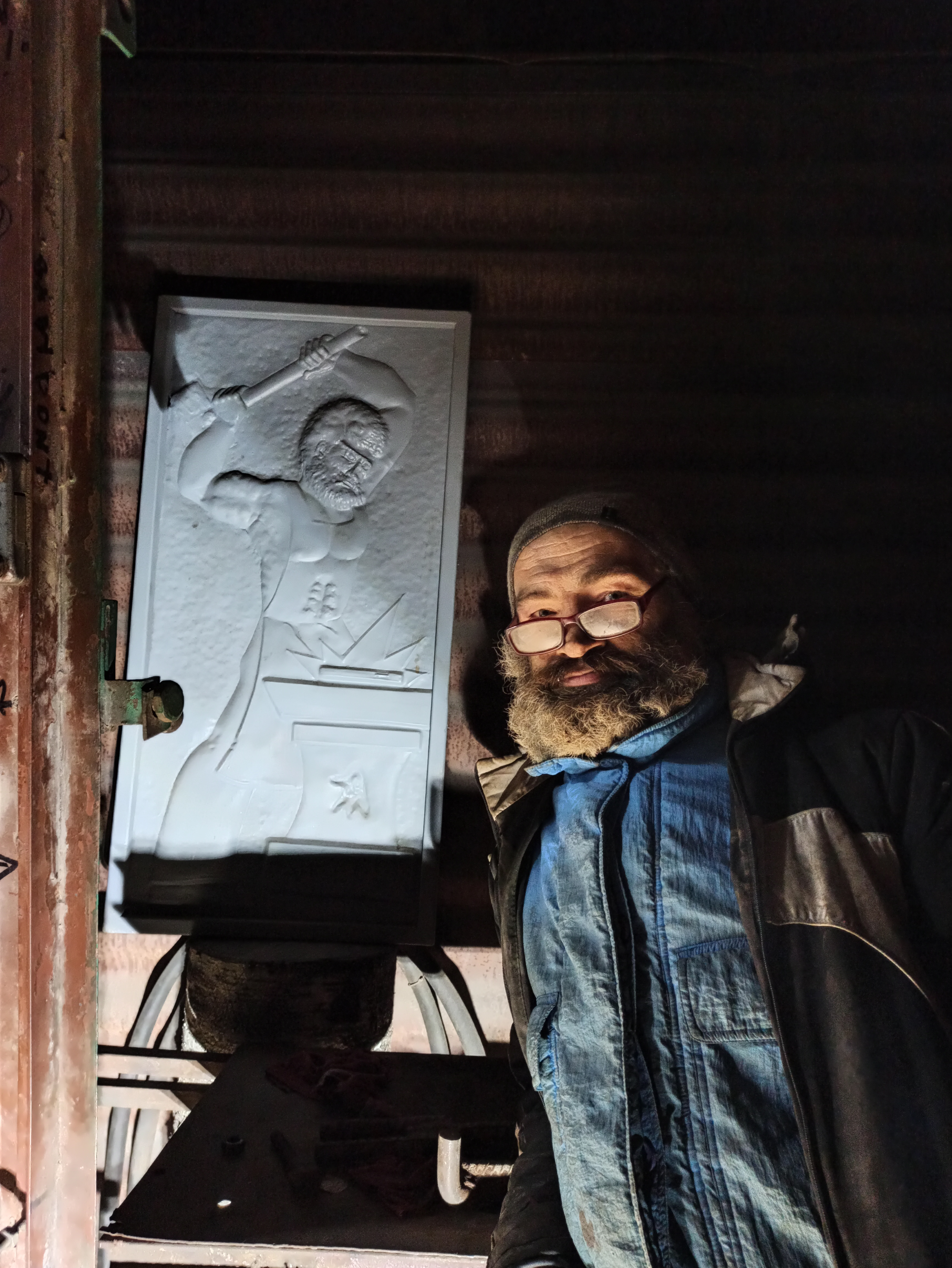
2019 рік - Кузня Крук - Карбування автопортрет

Ві́ктор Вале́рійович Доро́жко — (22.03.1965 — 09.04.2022) — український коваль; солдат Збройних сил України; учасник російсько-української війни.
Прадід Дорожко Степан Йосифович 1881 р. 
Дорожко Степан Йосифович

## Життєпис
Народився 1965 року. Мешканець міста Львів. Відомий авторством 12-ти металевих лицарів — що прикрашають з 2014 року проспект Свободи — Галерея Лицарів — в співавторстві з сином Дорожком Андрієм Вікторовичем у творчому ковальському проекті «КУЗНЯ КРУК» — що після повномасштабного вторгнення припинив свою роботу.
Випускник львівського ліцею №5.
Закінчив Львівський професійний ліцей залізничного транспорту — здобувши середньо-спеціальну освіту в галузі металообробки.
Місто наповнене багатьма його роботами ковальства як в історичній частині, також в області, одне з визначних робіт - катедра (єпископський трон) в Церква Вознесіння Господнього (Сигнівка)
Також відомий скульптурами-флюгерами «Когут».
Добровільно 24.02.2022 — пішов до лав ЗСУ у складі 24-та окрема механізована бригада (Україна) — рядовим солдатом — Загинув в боях з агресором в ході відбиття російського вторгнення в Україну (Попасна).

## Нагороди
- Нагороджений орденом «За мужність» III ступеня (посмертно)
- Нагрудним знаком «Хрест хоробрих» нагороджуються військовослужбовці та працівники Збройних Сил України за героїчний вчинок, пов'язаний з ризиком для життя (здоров'я) під час участі у бойових діях об'єднаних, антитерористичних операцій, а також операціях з підтримання миру та безпеки, ліквідації наслідків природних та техногенних катастроф, інших надзвичайних ситуацій (посмертно).
- відзнака Львівської міської ради «Почесний знак Святого Юрія» (посмертно)